# La Fornarina
Pour le film d'Enrico Guazzoni, voir La fornarina (film).
Le Portrait d'une jeune femme (La Fornarina) (en italien,  Ritratto di giovane donna (La Fornarina)) est une peinture exécutée entre 1518 et 1519, et habituellement attribuée à l'artiste de la Renaissance Raphaël. C'est une peinture à l'huile sur bois de 85  × 60 cm conservée à la galerie nationale d'art antique du Palais Barberini de Rome (Italie).

## Histoire
Il est probable que la peinture ait été dans l'atelier du peintre au moment de sa mort en 1520, et qu'elle ait été modifiée et vendue par son apprenti Jules Romain. Au XVIe siècle, ce portrait est dans les appartements de la comtesse Santaiora, une noble Romaine, et passe dans les mains du duc de Boncompagni avant d'intégrer la galerie nationale.
On considère généralement que le peintre a réalisé le portrait de sa légendaire amante, dont il aurait également fait un portrait connu sous le nom de La donna velata conservé à la Galerie Palatine  du Palais Pitti de Florence. La femme est identifiée au XIXe siècle comme étant la fornarina (« la boulangère ») Margarita Luti, fille du boulanger (fornaio en italien, fornaro dans le dialecte de Rome) Francesco Luti da Siena. Néanmoins, sa vraie identité est toujours débattue.

## Description
La femme est représentée en buste, assise portant un turban de style oriental orné d'un bijou et les seins nus. Elle fait le geste de se couvrir le sein gauche, ou de le recouvrir avec sa main droite, et est illuminée par une forte lumière. Elle porte, à son bras gauche, un ruban étroit qui porte la signature de l'artiste RAPHAEL VRBINAS. Son regard est tourné vers la gauche. En arrière-plan, le décor est constitué par un buisson de myrte, plante qui renvoie au mythe de Venus.

## Analyse
Ici, la jeune femme fait figure d'exception et de sensualité. Ses yeux sont légèrement tournés sur le côté, ils laissent entrevoir davantage de grivoiserie que la nudité des seins ; le geste du bras retenant mal le voile apparaît innocent. L'utilisation du voile transparent dans la peinture de la Renaissance servait à provoquer le désir plutôt que sauvegarder la pudeur.
La Fornarina, « fille du boulanger », serait l'amante de Raphaël. Ce dernier épris de passion pour cette jeune femme aurait déclaré son amour à travers la toile. En regardant le tableau, on remarque un bracelet au bras gauche de la femme. On peut y lire : « Raphaël Urbinas ». Le bijou perd en coquetterie, d'artifice il devient une marque de possession. Il signe ici son tableau et pose son appartenance. Le bracelet est une sorte de sceau de l'amour.
Une analyse aux rayons X a démontré que l'arrière plan était à l'origine un paysage dans le style de Léonard de Vinci à la place de buisson de myrte.
Selon certaines analyses, le portrait de La Fornarina par Raphaël pourrait révéler un cancer du sein gauche avancé, basé sur des signes cliniques comme une masse déformée, des modifications de la peau, et un gonflement du bras. L'œuvre pourrait ainsi être l'une des premières représentations artistiques de cette maladie. Il n'y a pas cependant de documentation ou de preuves historiques solides concernant la santé de Margarita Luti.

## Attribution
L'attribution à Raphaël est de plus en plus discutée. Les commissaires de l'exposition du Louvre et du Prado 2012-2013 dédiée aux dernières années de l'activité du peintre mettent en évidence le différent traitement du corps et de la tête du portrait et doutent que le tableau puisse être entièrement autographe.

## Hommages
Jean-Auguste-Dominique Ingres, influencé par les œuvres du maître, fit un tableau de Raphaël, avec la Fornarina sur ses genoux, dans son atelier, devant le tableau en cours d'exécution. 
Le peintre anglais William Turner la représente en inspiratrice des travaux de Raphaël au Vatican.

Hommages dans la peinture
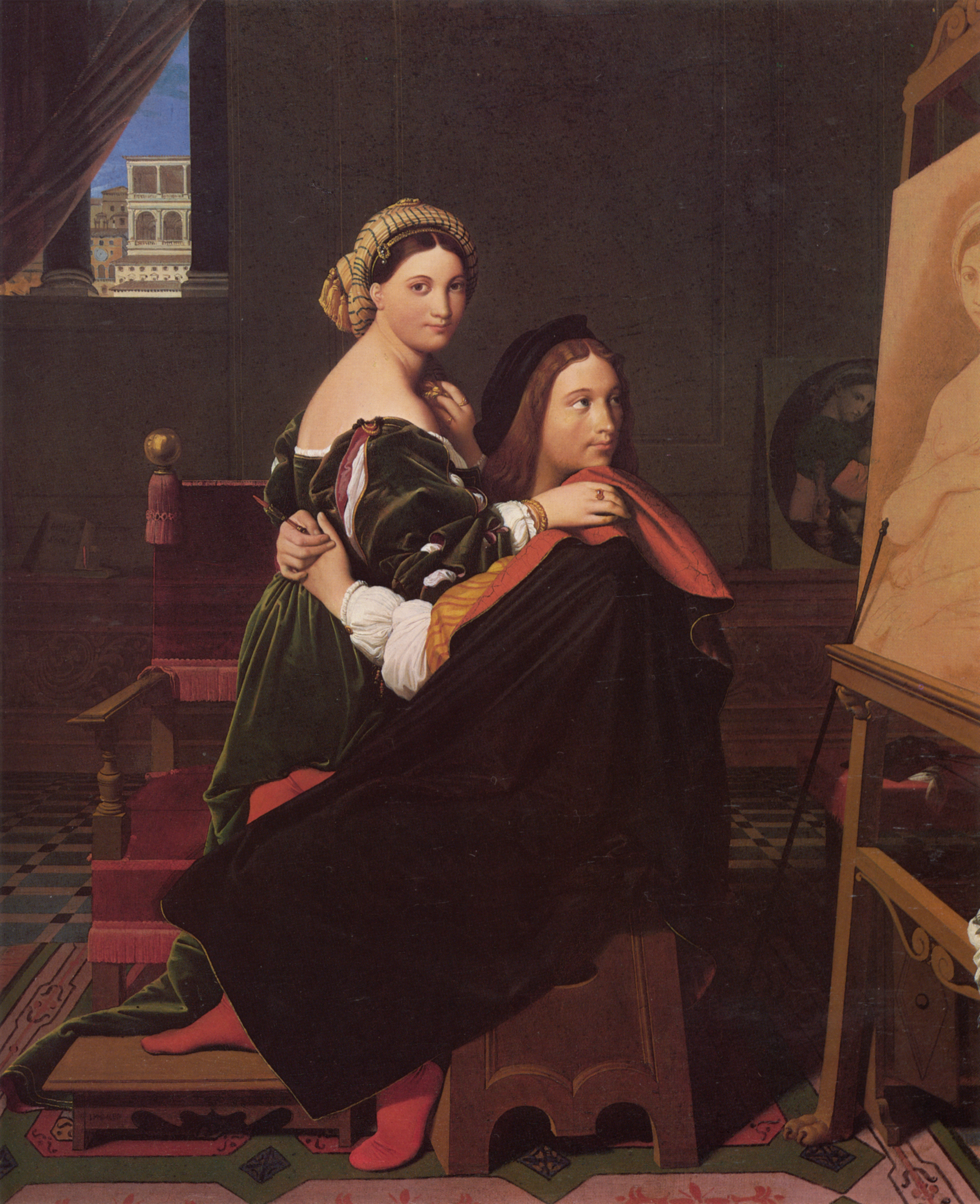
Raphaël et la Fornarina Ingres
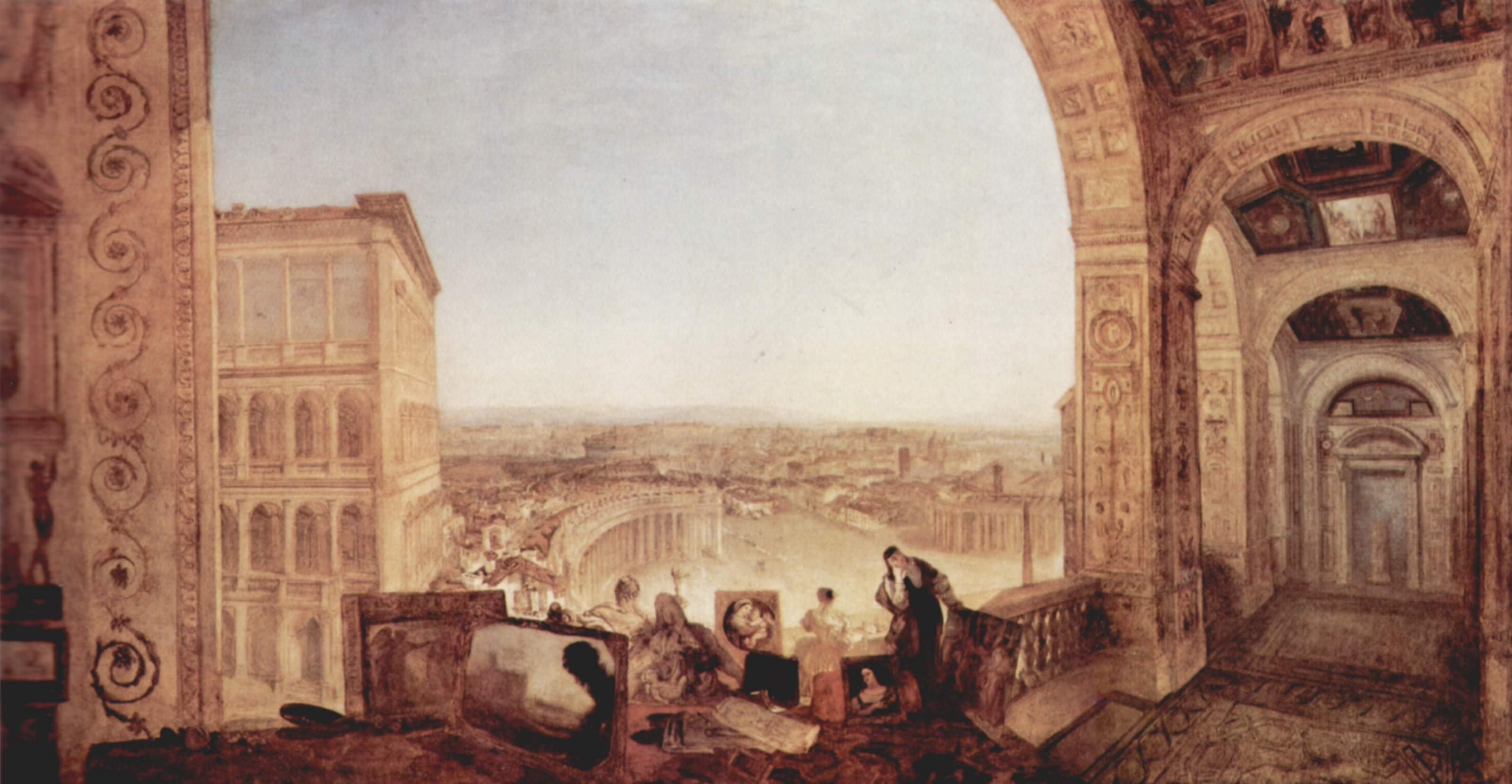
Rome vue du Vatican. Raphaël accompagné de la Fornarina prépare ses peintures pour la décoration de la loggia William Turner, 1820 Tate Britain, Londres

Gustave Flaubert, dans son Dictionnaire des idées reçues en dit « c'était une belle femme, inutile d'en savoir plus long ».

### Sources
- (en) Cet article est partiellement ou en totalité issu de l’article de Wikipédia en anglais intitulé « La fornarina » (voir la liste des auteurs) dans sa version du 1er avril 2010
- Tom Henry, Paul Joannides (dir.), Raphaël. Les dernières années, Paris, Musée du Louvre, 11.10.2012-14.01.2013), Paris, Hazan, 2012   (ISBN 9788889854501)